# Spider-Man 2099
Spider-Man 2099, är en superhjälte från Marvel skapad av Peter David och Rick Leonardi.
Hans alter ego är Miguel O'Hara, en briljant genetiker född i Mexico City och bor i New York 2099.

## Bakgrund
Miguel jobbar på genetikbolaget Alchemax, som skapar kontrollerade super-drivna soldater kallade "corporate raiders". Miguel är speciellt inspirerad av bevarade dokument om Spider-Man och hoppas att en dag skapa en lika driven person. Men efter en människa avlider under ett tidigt experiment, avgår han från Alchemax och avbryter även sin genetikforskning.
Chefen Tyler Stone lurar Miguel att ta Rapture, en beroendeframkallande drog som även ändrar generna. Tyler påminner Miguel att endast Alchemax får lagligt distribuera denna drog, så om han inte är kvar hos bolaget måste han köpa drogen från den svarta marknaden, och det vill inte Miguel. Men Miguel går tillbaka till Alchemax och gör en genförändring på sig själv.
När han slår på maskinerna för att skriva om sitt DNA, saboterar jobbarkompisen Aron Delgado maskinerna, vilket får dem att ändra Miguels genetiska kod till att vara "50% spindel-DNA." Miguel överlever processen och inser att han nu har Spindel-förmågor.